# Marina Brunello
Marina Brunello (Lovere, 16 de junio de 1994) es una ajedrecista italiana que ostenta que ostenta los títulos de Maestra Internacional y Gran Maestra Femenina por la Federación Internacional de Ajedrez.

## Carrera
En 2008, en Castione della Presolana, Brunello ganó el campeonato italiano femenino de ajedrez, convirtiéndose en la persona más joven en lograrlo, con 14 años, 2 meses y 15 días. En 2011 quedó tercera en el torneo femenino por rondas (ganado por la georgiana Sopiko Guramishvili) celebrado junto con el Torneo di Capodanno («Torneo de Año Nuevo») en Reggio Emilia. Brunello ganó el campeonato femenino italiano por segunda vez en 2018, tras derrotar a Olga Zimina en una eliminatoria.
Marina Brunello jugó con Italia en la Olimpiada de Ajedrez Femenino:
- En 2006, en el primer tablero de reserva (Italia 2) en la 37.ª Olimpiada de Ajedrez (femenina) en Turín (+1, =3, -4).
- En 2008, en el cuarto tablero en la 38.ª Olimpiada de Ajedrez (femenina) en Dresde (+3, =2, -3).
- En 2010, en el tercer tablero en la 39.ª Olimpiada de Ajedrez (femenina) en Khanty-Mansiysk (+2, =6, -3),
- En 2012, en el tercer tablero en la 40.ª Olimpiada de Ajedrez (femenina) en Estambul (+6, =2, -2),
- En 2014, en el segundo tablero de la 41.ª Olimpiada de Ajedrez (femenina) en Tromsø (+5, =2, -3),
- En 2016, en el segundo tablero de la 42.ª Olimpiada de Ajedrez (femenina) en Bakú (+6, =4, -1).

Ganó la medalla de oro individual en el cuarto tablero en la Olimpiada Femenina de 2018 en Batumi.
Brunello jugó para Italia en el Campeonato Europeo de Ajedrez por Equipos:
- En 2009, en el tercer tablero del 8.º Campeonato Europeo de Ajedrez por Equipos (mujeres) en Novi Sad (+2, =5, -1),
- En 2011, en el tercer tablero del 9.º Campeonato Europeo de Ajedrez por Equipos (mujeres) en Porto Carras (+5, =2, -2),
- En 2013, en el tercer tablero del 10.º Campeonato Europeo de Ajedrez por Equipos (mujeres) en Varsovia (+5, =2, -2),
- En 2015, en el tercer tablero del 11.º Campeonato Europeo de Ajedrez por Equipos (mujeres) en Reikiavik, donde ganó la medalla de bronce individual (+5, =3, -1).

En 2010, la FIDE le concedió el título de Maestra Internacional Femenina (WIM) y cuatro años más tarde recibió el de Maestra FIDE (FM). En 2016, Brunello obtuvo el título de Gran Maestra Femenina (WGM), al que siguió el de Maestra Internacional (IM) tres años más tarde.